# Groupie
En groupie (av engelska group 'grupp') är en person (ofta ung kvinna) som är  beundrare av en artist och som ingår i en grupp beundrare som ofta är eller försöker bli artistens älskarinna.
Hela groupielivsstilens drottning heter Pamela Des Barres och kan sägas vara en av världens första och mest kända groupies. Hon har skrivit böckerna "I'm with the band" och "Take another little piece of my heart" som båda handlar om hennes något annorlunda liv som aktiv groupie. Några av hennes fullträffar är Mick Jagger från The Rolling Stones och Jim Morrison från The Doors. Med några väninnor som också är groupies startade hon bandet "G.T.O's".
The Plastics är en mycket aktiv groupieförening som har sitt ursprung i Kalifornien, USA. Lexa Vonn är föreningens skapare och även dess så kallade president. Hon har bland annat följt efter rockaren Marilyn Manson i tolv år.
Den förmodligen mest kända filmen som, till stor del, handlar om groupies, är Cameron Crowes film från 2000, Almost Famous, där  Kate Hudson spelar huvudrollen. Andra exempel är "Confessions of a Teenage Drama Queen", "200 Motels", "Evita", "Roadie", "Rock n'Roll High School", "Queen of The Damned" och "The Banger Sisters".